# Kuc australijski

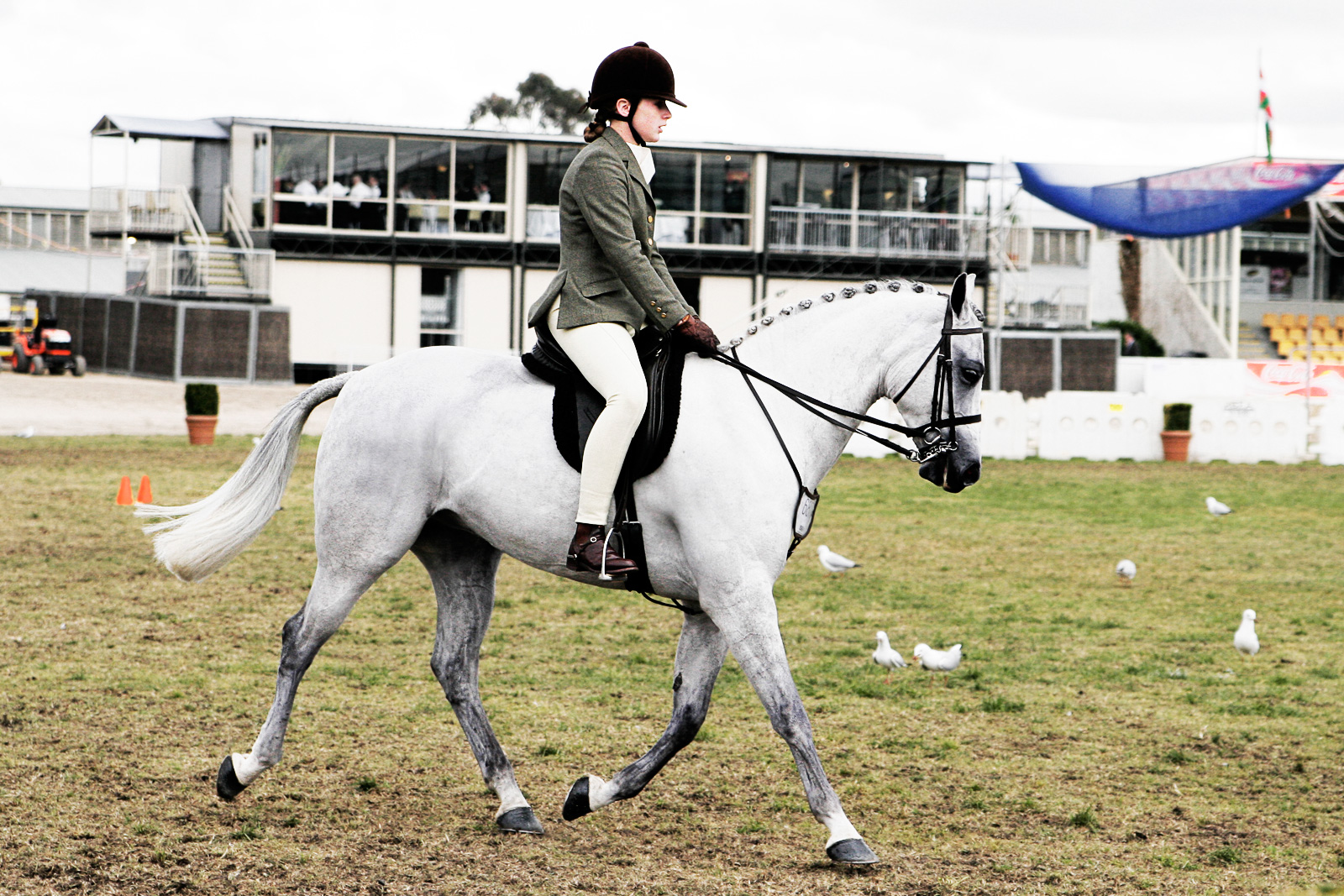

Kuc australijski (ang. Australian Pony) – rasa kuców. Kuc o harmonijnych i eleganckich liniach oraz wysokiej, miękkiej akcji kończyn. Australijczycy hodowali tę rasę jako konia dla dzieci i młodzieży przygotowujących się do zawodów

## Pokrój
Maść zazwyczaj siwa, jak również wszystkie umaszczenia z wyjątkiem srokatego. Delikatna, lekka głowa zwężą się w okolicy pyska, profil prosty, uszy spiczaste. Oczy duże, uważane i wyraziste. Szyja długa i cienka, lekko wygięta, z profilowaną grzywą. Kłąb wydatny, kłoda krótka, grzbiet prosty. Zad dobrze umięśniony, a gęsty, bujny ogon nisko osadzony. Łopatki ukośne, klatka piersiowa głęboka, kończyny mocne. Umiejscowienie przedramion i stawów skokowych na ogół prawidłowe, pęciny prawidłowo skątowane. Ścięgna suche i wytrzymałe. Kopyta mocne, proporcjonalne do tułowia.

## Pochodzenie
Pod koniec XVIII wieku i później angielscy osadnicy sprowadzili do Australii rozliczne rasy z Anglii i południowej Afryki. Około 1800 r. rozpoczęto importy kuca rasy Timor, małego, ale bardzo mocnego. Po 1803 r.sprowadzono także kuce Sumba i Sumbawa, razem z eleganckim i cennym kucem drzewa sandałowego. Ze skrzyżowania tych ras powstał kuc "australijski", doskonale przystosowany do klimatu tego kontynentu. Cechy tej współczesnej rasy uformowały się około 1920 r. po ostrożnym i zamierzonym dolewie krwi kuców brytyjskich : Exmoor, szetlanda, New Forest, Highland, kuc Connemara i walijskiego kuca górskiego. Ponadto stosowano niekiedy krzyżowanie z końmi pełnej krwi angielskiej, czystej krwi arabskiej i hackneyami

## Użytkowanie
Wzorując się na Anglii, Australia może być godnym naśladowania przykładem organizacji hodowli i sportu jeździeckiego. Istnieją rozliczne klasy zarówno dla kuców jak i dla młodych jeźdźców. Jest bardzo wiele imprez sportowych w trzech olimpijskich dyscyplinach (ujeżdżenie, skoki przez przeszkody, WKKW). Kuc australijski jest doskonałym wierzchowcem dla dzieci rozpoczynających starty w zawodach i wiążących swoją przyszłość z jeździectwem.